# Romualdia opharina
Romualdia opharina là một loài bướm đêm thuộc phân họ Arctiinae, họ Erebidae.